# توني شو
توني شو (بالإنجليزية: Tony Shaw)‏ هو لاعب اتحاد الرغبي أسترالي، ولد في 23 مارس 1953 في بريزبان في أستراليا.

## وصلات خارجية
- توني شو عل موقع إسبنسكروم (الإنجليزية)